# Hans von Dohnányi
Pour les articles homonymes, voir von Dohnanyi.
Hans von Dohnányi, né le 1er janvier 1902 à Vienne et mort le 8 ou le 9 avril 1945 au camp de concentration de Sachsenhausen, est un juriste allemand qui s'est activement opposé au régime nazi. Membre de la famille Dohnányi, il épouse Christel Bonhoeffer, sœur de Dietrich Bonhoeffer.

## Biographie
Hans von Dohnányi est le fils de Ernö Dohnányi (Ernst von Dohnányi en allemand) et de sa femme Elisabeth (née Kunwald). De 1920 à 1924, il étudie le droit à Berlin. En 1924, il passe l'examen d'état et en 1925 il épouse Christine Bonhoeffer, la sœur de ses amis connus en classe Dietrich et Klaus Bonhoeffer (et fille de Karl Bonhoeffer (de)). Lors de leur mariage, il supprime l'accent de son nom de famille présent sur le « a ». Avec son épouse ils eurent 3 enfants, Barbara, née en 1926, Klaus, né en 1928 et Christoph, né en 1929. Le premier fut de 1981 à 1988 le maire de Hamburg et le dernier est un chef d'orchestre de renommée internationale.
Hans von Dohnányi a sauvé des juifs et participé à la résistance allemande au nazisme en compagnie de sa femme et de ses beaux-frères. En avril 1945, quelques semaines avant la fin du Troisième Reich, il a été exécuté par pendaison sur l'ordre d'Adolf Hitler,.

## Dans les arts et la culture

### Filmographie

#### Télévision
- 2017 : Max von Pufendorf le joue dans Charité.